# Heike Faller
Heike Faller (* 1971) ist eine deutsche Journalistin.

## Werdegang
Nach dem Abitur besuchte sie die Deutsche Journalistenschule in München und wurde dabei durch die Walter Hofmiller-Stitung gefördert. Von 1992 bis 1996 arbeitete sie als freie Journalistin in New York und studierte anschließend Ethnologie und Linguistik und wurde dabei von der Studienstiftung des Deutschen Volkes gefördert. 1999 brach sie ihr Studium ab, um Redakteurin bei der Wochenzeitung Die Zeit zu werden.
Faller schrieb für die Brigitte, GeoSaison und das SZ Magazin. Seit 1999 ist sie Redakteurin bei der Wochenzeitung Die Zeit. 
Ihr Buch Wie ich einmal versuchte, reich zu werden. Mein Jahr unter Spekulanten erreichte Platz 22 der Spiegel-Bestsellerliste, ihr Buch Hundert ist ein Bestseller in Deutschland, China, Japan, Südkorea, Frankreich und Brasilien. Es wurde für den Deutschen Jugendliteraturpreis 2019 nominiert und als eines von zwölf Kinderbüchern auf der “China Children’s Book List” mit dem Preis “Best Children’s Book” ausgezeichnet.

## Auszeichnungen
- 1997: Axel-Springer-Preis für Nachwuchsjournalisten
- 2006: Emma-Journalistinnen-Preis
- 2009 Deutscher Journalistenpreis (djp)
- 2011: Wirtschaftsjournalistin des Jahres (Medium Magazin)[1]
- 2013: Henri-Nannen-Preis für Reportage (Kisch-Preis)

## Nominierungen
- 2007 "David Gegen Google", Henri-Nannen-Preis für Dokumentation
- 2019 "House of Cards", Medienpreis des Deutschen Bundestages

- 2020 „Im Namen des Sohnes“[2] Henri-Nannen-Preis für Reportage (Kisch-Preis).[3]

## Schriften
- Wie ich einmal versuchte, reich zu werden. Mein Jahr unter Spekulanten. Deutsche Verlags-Anstalt, München 2009, ISBN 978-3-421-04385-6
- Hundert : was du im Leben lernen wirst. Illustrationen Valerio Vidali. Berlin : Kein & Aber, 2018 ISBN 978-3-0369-5781-4
- Hundred : what you will learn in a lifetime. Illustrations Valerio Vidali. Celadon Books, Macmillan, New York 2019, ISBN 0-241-40080-5
- Hundred : what you will learn in a lifetime. Illustrations Valerio Vidali. Particular Books, Penguin, London 2019, ISBN 0-241-40080-5
- Cem : O que aprendemos na vida. Illustrations Valerio Vidali. Intrínseca, Rio de Janeiro, Brasil 2019, ISBN 85-510-0543-X
- 100세까지. Sakyejul Publishing, Seoul, South Korea, 2018
- Freunde. Illustrationen von Valerio Vidali. Berlin : Kein und Aber, 2020, ISBN 978-3-0369-5830-9